# Leonard Naidin
Leonard Toni Naidin (n. 15 septembrie 1979, Timișoara) este un fotbalist român, care evoluează pe postul de mijlocaș ofensiv, fiind în prezent liber de contract.